# تامی گرین (ورزشکار دو و میدانی)
تامی گرین (انگلیسی: Tommy Green; ۳۰ مارس ۱۸۹۴ – ۲۹ مارس ۱۹۷۵) ورزشکار دو و میدانی اهل بریتانیا بود.